# Calycobolus thollonii
Calycobolus thollonii är en vindeväxtart som beskrevs av J. Lejoly och S. Lisowski. Calycobolus thollonii ingår i släktet Calycobolus och familjen vindeväxter. Inga underarter finns listade i Catalogue of Life.